# حمى ذهب كاليفورنيا

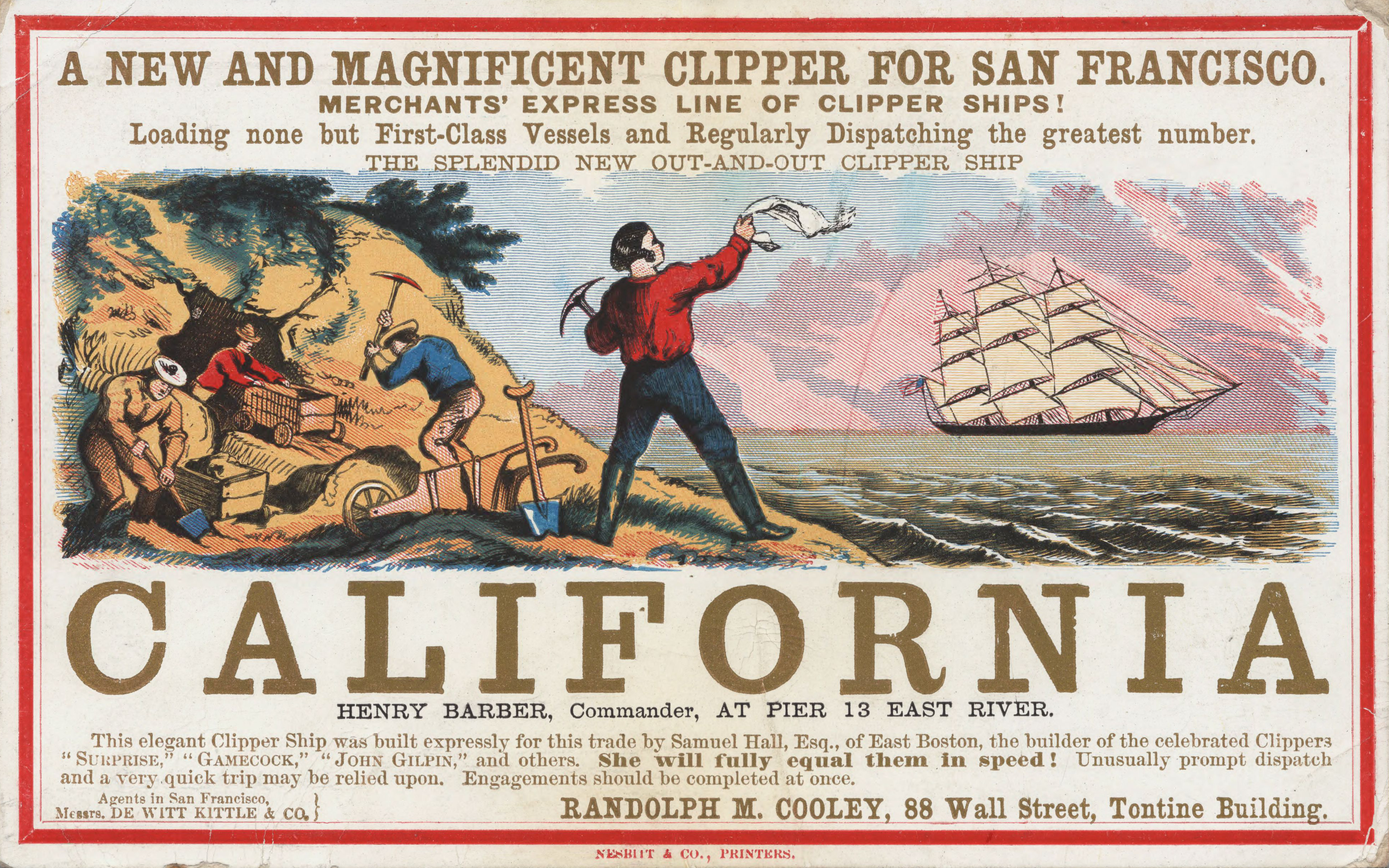
الابحار إلى كاليفورنيا في بداية حمى البحث عن الذهب، نشرت في عام 1850

بدأت حمى الذهب في كاليفورنيا في 24 يناير 1848 مع اكتشاف جيمس مارشال الذهب في بعض مجاري الأنهار في كاليفورنيا. احتفظ جيمس بالأمر سرا لحين تواتيه الفرصة ويستثمر في مجال البحث عن الذهب إلا أنه سرعان ما انتشر الخبر في الصحافة وأدى لحدوث فورة هجرة إلى كاليفورنيا، حيث أن الآلاف استقلوا القطار والعربات والسفن وحتى ساروا على الاقدام من قارتي أمريكا والعالم القديم طمعا في الحصول على ثروة سريعة. في البداية اغتنى الكثير من المنقبين، إلا أنه لم يلبث الأمر حتى سادت الصراعات وأعمال السطو وأصبح من الصعوبة الحصول على الذهب بسبب احتكار الشركات الكبيرة فضلا عن تضائل كميات الذهب.

## النهاية
انتهت حمى الذهب في كاليفورنيا في عام 1855م وأما جيمس مارشال الذي وجد الذهب فقد مات فقيرا معدما، مع ذلك كان لحمى الذهب إيجابيات كثيرة على ولاية كاليفورنيا إذ استقر فيها الكثير من التجار ورجال الأعمال الذين كان لهم فضل في تطوير ولاية كاليفورنيا.